# Final do torneio de futebol masculino nos Jogos Olímpicos de Verão de 2016
A final do torneio de futebol masculino nos Jogos Olímpicos de Verão de 2016 foi realizada no dia 20 de agosto de 2016. O jogo foi disputado no estádio do Maracanã, na cidade do Rio de Janeiro. O duelo ocorreu entre o anfitrião Brasil e a Alemanha, duas das maiores potências da modalidade, porém até então jamais campeãs olímpicas. Foi a quarta decisão disputada em Jogos Olímpicos pela Seleção Brasileira, que havia sido derrotada nas edições de Los Angeles 1984, Seul 1988 e Londres 2012. A medalha marcou o 17º pódio confirmado do Time Brasil nos Jogos do Rio, sendo a sexta conquista de ouro. O país totalizou as competições com 19 medalhas, incluindo 7 douradas, sendo até então a melhor participação brasileira na história olímpica. Antes, apenas o voleibol de praia e o de quadra já haviam levado o país ao lugar mais alto do pódio em modalidades coletivas masculinas.

## A partida
O jogo foi iniciado às 17h30, no horário de Brasília. O Maracanã recebeu um público oficial de 63 707 torcedores reportado pelo Comitê Olímpico Internacional, porém diversos veículos de mídia presentes atribuem uma lotação acima de 70 mil espectadores. A divergência ocorre pelo grande comparecimento de profissionais credenciados, como jornalistas, outros colaboradores e inclusive atletas que já haviam encerrado suas participações no penúltimo dia de competições dos Jogos Olímpicos de Verão de 2016. O velocista jamaicano Usain Bolt, por exemplo, esteve presente.
O duelo foi extremamente acirrado e elogiado pela imprensa especializada internacionalmente pela qualidade das equipes. O Brasil abriu o marcador com um gol de falta de Neymar, coroando o primeiro tempo de domínio anfitrião. A Alemanha, contudo, assustou o goleiro Weverton, conseguindo disparar bolas no travessão. Logo no início da segunda etapa, Meyer empatou o duelo, que permaneceu igualado em 1 a 1 mesmo após os 30 minutos da prorrogação.
Nos pênaltis, Ginter, Renato Augusto, Gnabry, Marquinhos, Brandt, Rafinha, Süle e Luan, respectivamente, converteram as primeiras tentativas de Alemanha e Brasil. Na quinta cobrança da Alemanha, o goleiro Weverton defendeu o chute de Petersen. Na sequência, Neymar converteu a sua tentativa diante do gol de Timo Horn, garantindo a entrada do Brasil no seleto grupo de países que venceram o torneio olímpico de futebol masculino nas edições em que sediaram o evento, composto também por Grã-Bretanha, Bélgica e Espanha.

### Detalhes
| 20 de agosto | Brasil     | 1 – 1 (pro)  | Alemanha  | Estádio Maracanã, Rio de Janeiro |
| 17:30        | Neymar 26' | FIFA RIO2016 | Meyer 59' | Público: 63 707 Árbitro: IRI Alireza Faghani Assistente1: IRI Reza Sokhandan Assistente2: IRI Mohammadreza Mansouri 4º Árbitro: SEN Malang Diedhiou 5º Árbitro: SEN Djibril Camara |

|                                               |       | Penalidades                        |  |
| Renato Augusto Marquinhos Rafinha Luan Neymar | 5 – 4 | Ginter Gnabry Brandt Süle Petersen |  |

| Brasil | Alemanha |

| G              | 1  | Weverton         |     |     |
| LD             | 2  | Zeca             | 30' |     |
| Z              | 3  | Rodrigo Caio     |     |     |
| Z              | 4  | Marquinhos       |     |     |
| LE             | 6  | Douglas Santos   |     |     |
| V              | 12 | Walace           |     |     |
| V              | 5  | Renato Augusto   |     |     |
| M              | 7  | Luan             |     |     |
| A              | 10 | Neymar           |     |     |
| A              | 9  | Gabriel Barbosa  | 44' | 70' |
| A              | 11 | Gabriel Jesus    |     | 95' |
| Substituições: |    |                  |     |     |
| V              | 8  | Rafael Alcântara |     | 95' |
| M              | 17 | Felipe Anderson  |     | 70' |
| Treinador:     |    |                  |     |     |
| Rogério Micale |    |                  |     |     |

| G              | 1  | Timo Horn         |     |     |
| LD             | 2  | Jeremy Toljan     |     |     |
| Z              | 3  | Lukas Klostermann |     |     |
| Z              | 4  | Matthias Ginter   |     |     |
| LE             | 6  | Sven Bender       | 81' |     |
| V              | 5  | Niklas Süle       | 89' |     |
| V              | 7  | Max Meyer         |     |     |
| M              | 8  | Lars Bender       |     | 67' |
| M              | 9  | Davie Selke       | 49' | 76' |
| A              | 11 | Julian Brandt     |     |     |
| A              | 17 | Serge Gnabry      |     |     |
| Substituições: |    |                   |     |     |
| M              | 16 | Grischa Prömel    | 78' | 67' |
| A              | 18 | Nils Petersen     |     | 76' |
| Treinador:     |    |                   |     |     |
| Horst Hrubesch |    |                   |     |     |

## Caminho até a final
A Seleção Brasileira estreou nos Jogos Olímpicos antes mesmo da cerimônia de abertura, como é de praxe no evento. Outro expediente recorrente que se repetiu no torneio olímpico de futebol foi a realização de partidas fora da cidade-sede. A estreia brasileira diante da África do Sul, por exemplo, ocorreu no Estádio Nacional de Brasília. O placar foi de 0 a 0. O empate sem gols se repetiu na mesma arena no segundo jogo, este enfrentando o Iraque. O começo preocupante, que chegou a colocar a classificação para as quartas de final em risco, gerou críticas fortes da imprensa e dos torcedores, rebatidas pelos atletas em entrevistas e nas redes sociais após a decisão. A equipe feminina, que depois ficaria de fora do pódio, se mostrava mais eficiente na fase de grupos, elevando a pressão.
O rumo da equipe começou a virar no terceiro jogo, na Arena Fonte Nova, em Salvador. Diante da seca de gols, o técnico Rogério Micale optou por uma escalação ofensiva contra a Dinamarca. O resultado foi uma goleada por 4 a 0, que garantiu o Brasil como primeiro colocado do Grupo A.
Nas quartas de final, repetiu-se o confronto da Copa do Mundo FIFA de 2014, opondo Brasil e Colômbia em campo. A Seleção Brasileira venceu por 2 a 0, em jogo realizado na Arena Corinthians, em São Paulo. A semifinal foi a primeira partida da equipe realizada propriamente na cidade olímpica. No Maracanã, estádio em que não atuou nenhuma vez durante o Mundial de 2014, o time brasileiro aplicou 6 a 0 em Honduras.
A Alemanha também teve uma primeira fase complicada, empatando com o México e a Coreia do Sul, que foi a líder do Grupo C. No terceiro jogo, contudo, a classificação foi selada com a maior goleada da competição, com o placar de 10 a 0 diante de Fiji. No mata-mata, as vitórias foram por 4 a 0 sobre Portugal e 2 a 0 sobre a Nigéria, que ficaria com a medalha de bronze.

## Histórico do estádio
O Maracanã já havia sido até então palco de diversas outras decisões da Seleção Brasileira. No local, o país sofreu o Maracanaço, como ficou conhecida a derrota na Copa do Mundo de 1950 diante do Uruguai. O mais relevante palco do futebol nacional, contudo, também já havia sediado diversas glórias da principal modalidade do país, com o Brasil tendo triunfado nas decisões da Copa América de 1989 e da Copa das Confederações FIFA de 2013. Nele, o Brasil conquistou ainda o ouro no torneio feminino dos Jogos Pan-Americanos de 2007. A final feminina dos Jogos Olímpicos de Verão de 2016 igualmente ocorreu no espaço, com a vitória sendo da Alemanha exatamente no dia anterior ao confronto masculino.  Os germânicos também conquistaram a Copa do Mundo FIFA masculina de 2014 no palco carioca.

## Transmissão
Todas as principais emissoras de televisão do Brasil detentoras dos direitos de exibição transmitiram a partida ao vivo. Entre os grandes canais abertos, as narrações foram de Galvão Bueno na Rede Globo, Téo José na Rede Bandeirantes e Lucas Pereira na RecordTV. Milton Leite no SporTV e Gustavo Villani no Fox Sports também estiveram entre as vozes que transmitiram o confronto, exibido em todos os continentes.
Os números de audiência na soma das exibidoras foram superiores inclusive aos da Copa do Mundo FIFA de 2014, transformando o evento no mais assistido dos Jogos Olímpicos de Verão de 2016 pelos brasileiros entre os duelos esportivos. Na Rede Globo, a transmissão da partida foi sucedida pela mais longa edição da história do Jornal Nacional, principal noticiário televisivo do país, que se dedicou em boa parte do tempo a repercutir a conquista brasileira. Além da narração de Galvão Bueno, a emissora contou com a presença dos ex-jogadores Ronaldo, Júnior e Walter Casagrande, do ex-árbitro Arnaldo Cezar Coelho e do ex-tenista Gustavo Kuerten nas cabines do estádio. Guga, como é mais conhecido, havia sido um dos condutores finais da chama olímpica no revezamento durante a cerimônia de abertura, antecedendo apenas a ex-jogadora de basquete Hortência e o ex-maratonista Vanderlei Cordeiro de Lima, que acendeu a pira olímpica. Vários repórteres acompanharam a partida tanto no Maracanã quanto em outros pontos da cidade que reuniram grandes aglomerações de torcedores assistindo ao confronto em telões, como o Boulevard Olímpico e o próprio Parque Olímpico.  No final do ano, a rede exibiu um especial em horário nobre intitulado de Um Sonho de Ouro, mostrando os bastidores da conquista.

## Repercussão
Os principais jornais do país trouxeram capas majoritariamente dedicadas ao título inédito da Seleção Brasileira. O Correio Braziliense adjetivou os integrantes do elenco vencedor como "meninos de ouro", o Estado de Minas classificou a conquista como "para lavar a alma" e o diário esportivo Lance! trouxe na manchete um dos gritos mais recorrentes entre a torcida no Maracanã, o de "o campeão voltou". Os torcedores também fizeram diversas referências ao pentacampeonato conquistado pelo país na Copa do Mundo, condição que deixa o Brasil isolado como maior vencedor do torneio, superando as tetracampeãs Alemanha e Itália. A partida também se tornou tema de uma monografia do curso de Comunicação Social - Jornalismo da Universidade Federal do Rio Grande do Norte.
Alguns atletas campeões, como Neymar, Luan, Gabriel Jesus e Weverton eternizaram a conquista na pele, fazendo tatuagens com referências ao título olímpico. A Confederação Brasileira de Futebol permaneceu por vários meses com uma réplica gigante da medalha de ouro dos Jogos do Rio na fachada do seu prédio, localizado na Barra da Tijuca. A Seleção Brasileira ainda foi indicada ao Prêmio Laureus do Esporte Mundial de melhor equipe.
Em 2020, quando o Maracanã completou 70 anos, diversos veículos de mídia do Brasil elegeram as maiores partidas da sua história. A final do torneio masculino de futebol da Olimpíada de 2016 foi listada entre os dez jogos mais relevantes já ocorridos no principal estádio do país por várias publicações relevantes, como o diário Lance! (4º lugar), o site ge.globo (6º lugar), o jornal O Estado de S. Paulo e o jornal O Globo (6º lugar). Também é um dos "jogos inesquecíveis" listados pela própria administração do estádio em sua página oficial. 